# ضاحية صباح الخير
ضاحية صباح الخير هي قرية فلسطينية تقع في محافظة جنين في شمال الضفة الغربية. تقع على بعد 4 كيلومترات شمال جنين. وفقًا للجهاز المركزي للإحصاء الفلسطيني، بلغ عدد سكان البلدة 1,457 نسمة في منتصف عام 2006. في أعقاب النكبة عام 1948، وبعد اتفاقيات الهدنة عام 1949، أصبحت ضاحية صباح الخير تحت الحكم الأردني. منذ حرب الأيام الستة عام 1967، كانت ضاحية صباح الخير تحت الاحتلال الإسرائيلي. بعد اتفاقية أوسلو، أصبحت ضاحية صباح الخير جزء من الأراضي الفلسطينية التي تتبع السلطة الوطنية الفلسطينية.

## ممارسات الاحتلال الاسرائيلي
تعاني ضاحية صباح الخير من الاقتحامات المستمرة من جيش الاحتلال الاسرائيلي، وقد نصب الاحتلال حاجز عسكري دائم على مدخل الضاحية، والإستيلاء على عمارة سكنية داخل القرية. وعمدت قوات الاحتلال على إشعال النيران وحرق 20 شجرة زيتون.